# Platygyriella fragilifolia
Platygyriella fragilifolia är en bladmossart som beskrevs av William Russell Buck 1984. Platygyriella fragilifolia ingår i släktet Platygyriella och familjen Hypnaceae. Inga underarter finns listade i Catalogue of Life.